# 安次富大鐘
安次富 大鐘（あしとみ だいしょう）は、日本のアマチュアサッカー選手、男性子役。スターダストプロモーション所属。

## 2022年
- 2022年4月にスペインで行われたバルサアカデミーU8W杯に、沖縄アミークスインターナショナル小2年生で参加し、6試合で7得点の活躍で注目を集めた[2]。
- 2022年夏、全国18ヶ所で開催されたバルサアカデミーサマーキャンプで1105名の中から3名のみが選出されるMVPに選出される[3]。

## 2023年
- 2023年冬　エコノメソッドウィンターキャンプ千葉クールMVP獲得。
- 同年４月　スペインのバルセロナで開催された、バルサアカデミーワールドカップにて、２歳飛び級でU10のカテゴリーに出場し、各国代表との戦いを勝ち抜き、準決勝のバルセロナスクール選抜チーム戦では、決勝点をあげるなど活躍。そして、決勝戦まで駒を進め準優勝を飾る。
- 2023年8月　レアル・マドリードサマーキャンプ優秀選手賞受賞。同月エコノメソッドサマーキャンプ優秀選手賞受賞
- 2023年10月　鹿島アントラーズつくばジュニア入団内定

## 2024年
- 2024年2月　第20回沖縄県少年少女レスリング選手権大会　3〜4年生の部28kg級　２位
- 2024年4月　鹿島アントラーズつくばジュニア入団

## 2025年
- 2025年4月　鹿島アントラーズつくばジュニア退団
- 2025年7月　RB大宮アルディージャU12入団